# TTC32
TTC32 (англ. Tetratricopeptide repeat domain 32) – білок, який кодується однойменним геном, розташованим у людей на 2-й хромосомі. Довжина поліпептидного ланцюга білка становить 151 амінокислот, а молекулярна маса — 17 296.
| 10         |  | 20         |  | 30         |  | 40         |  | 50         |
| ---------- |  | ---------- |  | ---------- |  | ---------- |  | ---------- |
| MEGQRQESHA |  | TLTLAQAHFN |  | NGEYAEAEAL |  | YSAYIRRCAC |  | AASSDESPGS |
| KCSPEDLATA |  | YNNRGQIKYF |  | RVDFYEAMDD |  | YTSAIEVQPN |  | FEVPYYNRGL |
| ILYRLGYFDD |  | ALEDFKKVLD |  | LNPGFQDATL |  | SLKQTILDKE |  | EKQRRNVAKN |
| Y          |  |            |  |            |  |            |  |            |

A: Аланін

C: Цистеїн

D: Аспарагінова кислота

E: Глутамінова кислота

F: Фенілаланін

G: Гліцин

H: Гістидин

I: Ізолейцин

K: Лізин

L: Лейцин

M: Метіонін

N: Аспарагін

P: Пролін

Q: Глутамін

R: Аргінін

S: Серин

T: Треонін

V: Валін